# 克拉斯利采

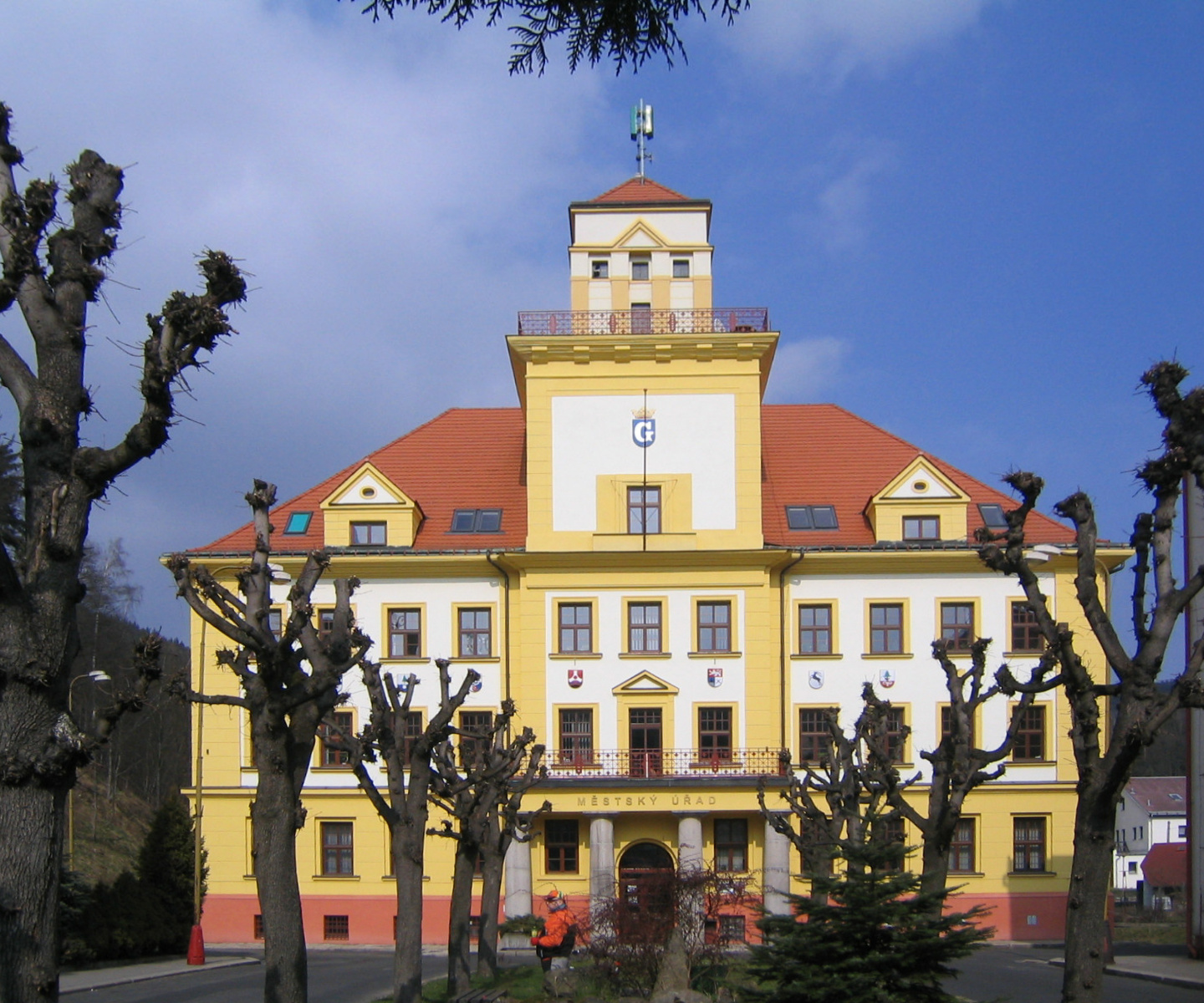

克拉斯利采（捷克語：Kraslice，發音：[ˈkraslɪtsɛ]）是捷克卡羅維發利州的城鎮，位於該國西北部，毗鄰與德國接壤的邊境，面積81.35平方公里，海拔高度514米，2006年人口達到7,299。

## 外部連結
- Municipal website （页面存档备份，存于）